# 영국 모음곡

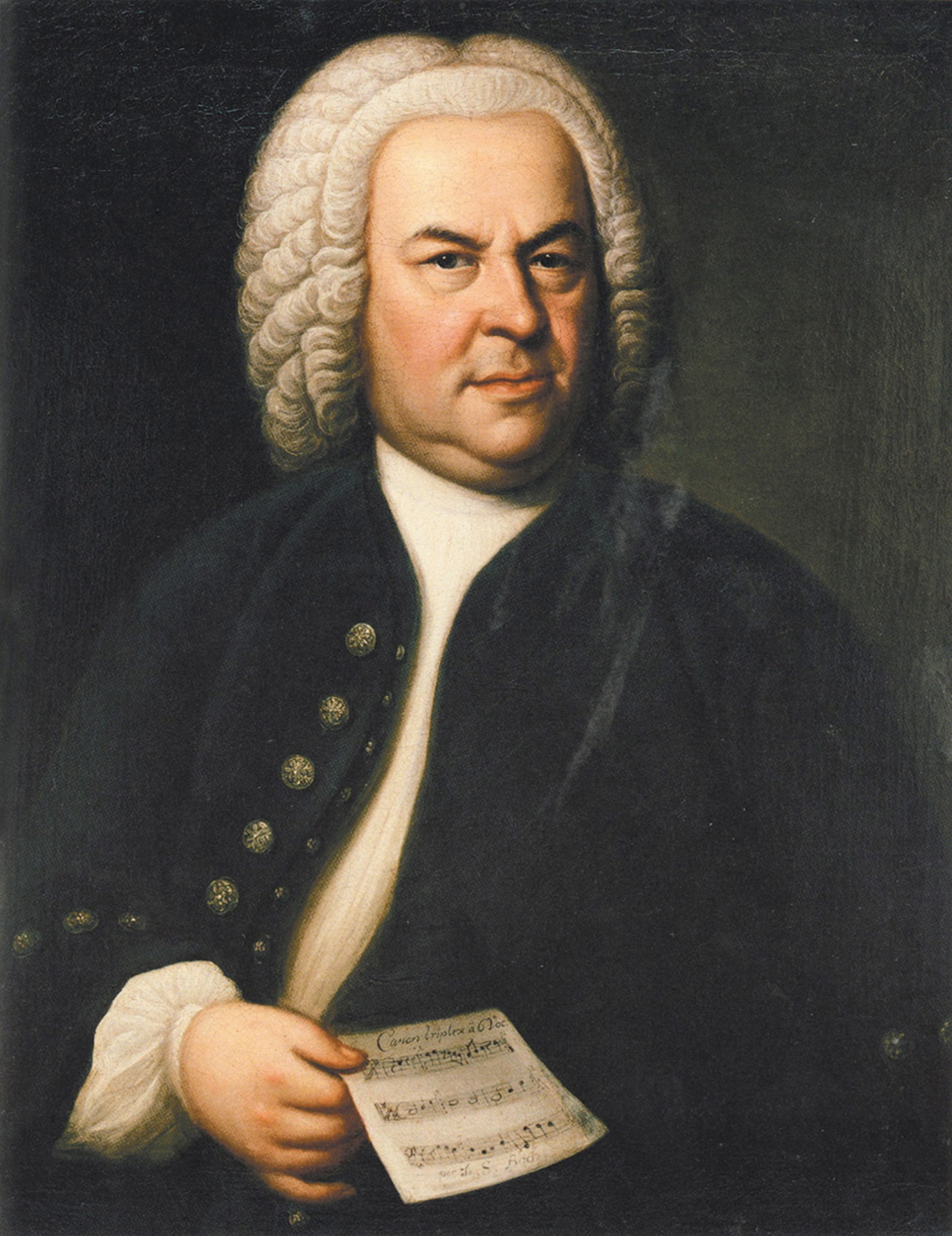
요한 제바스티안 바흐의 초상

《영국 모음곡 BWV 806~811》은 독일 작곡가 요한 제바스티안 바흐가 하프시코드 (또는 클라비코드)를 위해 작곡한 모음곡 6곡으로 구성된 모음곡이다.
이 여섯 개의 건반 모음곡은 바흐가 훨씬 어렸을 때 작곡한 여러 모음곡을 제외하고 가장 초기에 작곡한 모음곡으로 생각된다.
영국 모음곡의 형식상 특징은 바흐의 《프랑스 모음곡 BWV812~817》및 《파르티타 BWV825~830》와 특히 여러 개의 춤곡으로 이루어진 것과 장식의 처리 등이 매우 비슷하다. 이 모음곡은 또한 한세대 전의 Jean-Henri d'Anglebert를 비롯한 바로크식 프랑스 건반 모음곡과 그 이전 프랑스 류테니스트의 춤 모음곡 전통과 유사하다.
특히 영국 모음곡에서 프랑스 류트 음악과 바흐의 친화성은 독일에서 나온, 다소 엄격한 춤곡 악장들(알르망드, 쿠랑트, 사라반드 및 지그)의 구성과 일반적으로 전주곡을 특징으로 하지 않는 프랑스 모음곡의 초기 전통에서 벗어나 각 모음곡에 전주곡을 포함함으로써 입증된다. 각 모음곡에 '전주곡'이 붙은 형식적인 면에서 또 당시 영국인의 의뢰로 작곡되었다는 설 등으로 18세기 이후 "영국 모음곡"이라 불리고 있다.